# Adolphe Rey (1863-1944)
Pour les articles homonymes, voir Adolphe Rey et Rey.
Adolphe Albert Rey, né le 8 avril 1863 à Châteauvilain en Isère et mort le 27 août 1944 à Bourgoin-Jallieu, est un peintre français, ami et disciple de Victor Charreton.

## Biographie
Adolphe Albert Rey est né le 8 avril 1863 à Châteauvilain, dans le canton de Bourgoin. Son père, Louis Antoine Aimé, a été maire de la commune. Il épouse Marie-Louise Viallon à Roussillon (Isère) le 9 août 1901. Ils ont eu trois enfants, Suzanne, Jacques, André. Il meurt le 27 août 1944 à l’hospice des vieillards de Bourgoin. Il est enterré à Chateauvilain.

## Carrière militaire
Adolphe Rey est un appelé de la classe 1883. Soldat de 2e classe au 16e Régiment d’infanterie de ligne en 1884, il en sort sergent-major en 1888. Il entre ensuite à l’École militaire d'infanterie (Saint-Maixent, Deux-Sèvres) comme élève officier le 22 avril 1890. De 1893 à 1904, il sert comme sous-lieutenant puis comme lieutenant au 96e Régiment d’infanterie (sous-lieutenant puis lieutenant). Il est capitaine au 30e Régiment d’infanterie (23 septembre 1904) puis au 52e Régiment d’infanterie (23 juin 1907). Il a suivi les cours de l’école de tir de La Valbonne (Ain) du 7 février au 22 mars 1901.
« Au cours de manœuvres en 1911 il contracte une grave maladie pulmonaire, avec des séquelles assez sérieuses pour amener la mise en disponibilité. Il se fixe alors à Bourgoin (…) ».

## Le peintre
« On ne sait rien de la formation qu’a pu recevoir Adolphe Rey ». Il fait la connaissance de Victor Charreton à l’école communale de Bourgoin.
En 1915, il se rend à Murol (Puy-de-Dôme) une première fois à l’invitation de son ami Victor Charreton. Il fait un second séjour du 17 janvier au 7 mars 1916, puis un troisième du 6 février au 27 mars 1918. Parmi les techniques utilisées, les aquarelles occupent la première place. Il laisse également des portraits, dont celui de l’abbé Léon Boudal, chantre de l’École de Murol. Entre les paysages qu’il représente, il choisit le quartier de Charges et Plambourgoin (Bourgoin), la campagne de Badinière, le Grand Veymont, mais aussi, notamment, Tence et Murol.

## Expositions
- La Société Lyonnaise des Beaux-Arts a présenté ses œuvres en 1939.
- Le musée de Murol lui a consacré une exposition en 2008.

## Distinctions
Il est nommé chevalier de la légion d’honneur par décret du Ministère de la Guerre le 29 décembre 1910.